# Ovidio Sarmiento Díaz
Ovidio Sarmiento Díaz (Nunchía, Casanare, siglo XX-11 de enero de 2018) fue un abogado, ganadero y político colombiano, que se desempeñó como gobernador del departamento de Meta entre 1962 y 1964.

## Biografía
Nació en Nunchía, Casanare, hijo de Manuel Sarmiento y Victoria Díaz. Realizó sus estudios primarios en el Colegio de Bachillerato Boyacense en Duitama, mientras los secundarios los realizó en Academia Militar de Ramírez, en Bogotá. Estudió derecho en la Universidad Nacional de Colombia, graduándose en 1954.
Por su profesionalismo y amistad con el gobernador Carlos Hugo Estrada este fue encargado para manejar la alcaldía de Villavicencio en 1961. Su trabajo como alcalde fue bueno pese a los recursos económicos limitados por lo que Estrada lo recomendó al presidente Guillermo León Valencia para  gobernador del departamento, siendo nombrado para este cargo por el decreto 2427 del 6 de septiembre de 1962. En su cargo creó la diócesis de Villavicencio y el puente Guillermo León Valencia en el río Ariari.
A lo largo de su carrera, aparte de estos dos cargos, fue senador de la República. Era tío de la gobernadora de Casanare Martha Gonfrier Sarmiento.